# Рипучі футляри
«Рипучі футляри» (англ. Violent Cases) — дебютний графічний роман Ніла Ґеймана (автор) та Дейва Маккіна (ілюстратор). Комікс розповідає про дитячі спогади чотирирічного хлопця, якого приводять на прийом до остеопата, що у 1920-х працював на легендарного ганстера Аль Капоне.
У назві коміксу помітна гра слів, адже саме у «violin cases» (укр. скрипкових футлярах) чиказькі гангстери носили свої пістолети-кулемети, але головний персонаж натомість почув «violent cases» (укр. рипучі футляри). 1994 року Ніл Ґейман та Дейв Маккін видали ще один комікс — «Трагічна комедія або комічна трагедія містера Панча», який також зачіпає тему дитячих спогадів та природу людської пам'яті загалом.

## Історія створення
Працюючи разом в журналі «Бордерлайн», 1986 року Ніл Ґейман та Дейв Маккін об'єднали свої зусилля для створення коміксу «Рипучі футляри», який би мав за основу оповідання, що їх Ніл Ґейман написав у рамках Мілфордського письменницького семінару. Перше чорно-біле видання побачило світ 1987 року у британському видавництві «Тітан Букс» (журнал «Ескейп»), а вже 1991 року вийшло американське кольорове видання графічного роману, яке здійснило видавництво «Тундра Паблішинг».

## Сюжет
Оповідач, якого зображено як Ніла Ґеймана, розповідає свої дитячі спогади про події, що трапилися з ним у місті Портсмуті у 1960—х. Батько, який під час суперечки пошкодив синові руку, відвів хлопця до остеопата. Під час сеансів старий лікар розповідав хлопцеві історії про те, як у Чикаго 1920—х йому доводилося працювати фізіотерапевтом Аль Капоне. Непрості відносини з батьком та спогади про розповіді остеопата переплелись у пам'яті хлопця, утворивши комплексну кримінальну оповідь із загадковими героями та дивними тривожними вигадками.